# Busseto
Busseto (emilián–romanyol nyelven Busé, bussetói dialektusban Büssé) település Olaszországban, Emilia-Romagna régióban, Parma megyében. Lakosainak száma 6763 fő (2023. január 1.). Busseto Alseno, Besenzone, Polesine Zibello, Soragna, Villanova sull’Arda és Fidenza községekkel határos.
Giuseppe Verdi korának leghíresebb zeneszerzője, ezen a vidéken született 1813. október 13-án.

## Népesség
A település népessége az elmúlt években az alábbi módon változott:
| Lakosok száma | 7009 | 6939 | 6763 |
|               | 2017 | 2018 | 2023 |